# 大槌駅
大槌駅（おおつちえき）は、岩手県上閉伊郡大槌町本町（ほんちょう）にある、三陸鉄道リアス線の駅である。
駅の愛称は「鮭とひょうたん島の町」。 JR東日本が管理していた当時は、エスペラントによる「Lumoturo（ルーモトゥーロ：灯台）」という愛称が付いていた。

## 歴史
- 1938年（昭和13年）4月5日：鉄道省山田線の駅として開業[1]。当時は終着駅[1]。
- 1939年（昭和14年）9月17日：釜石駅まで延伸。中間駅となる[1]。
- 1978年（昭和53年）11月6日：貨物の取り扱いを廃止[2]。
- 1985年（昭和60年）3月14日：荷物扱い廃止[2]。
- 1987年（昭和62年）4月1日：国鉄分割民営化により、東日本旅客鉄道（JR東日本）の駅となる[1]。
- 2005年（平成17年）4月1日：業務委託化。大槌駅長が廃止され、釜石駅長管理下となる。
- 2006年（平成18年）：キヨスクが閉店。
- 2011年（平成23年）3月11日：東北地方太平洋沖地震（東日本大震災）による津波で駅舎・構内が流失[3][4]。津波により破損した駅名標は、その後陸前高田市の東日本大震災津波伝承館に収蔵され、常設展示されている[5]。
- 2018年（平成30年）8月21日：復旧工事後の試運転が始まり、7年ぶりに当駅に車両が入線。
- 2019年（平成31年）
  - 2月1日：新駅舎が竣工。
  - 3月23日：当駅を含む宮古駅 - 釜石駅間の復旧と同時に三陸鉄道に転換、リアス線の駅となる。

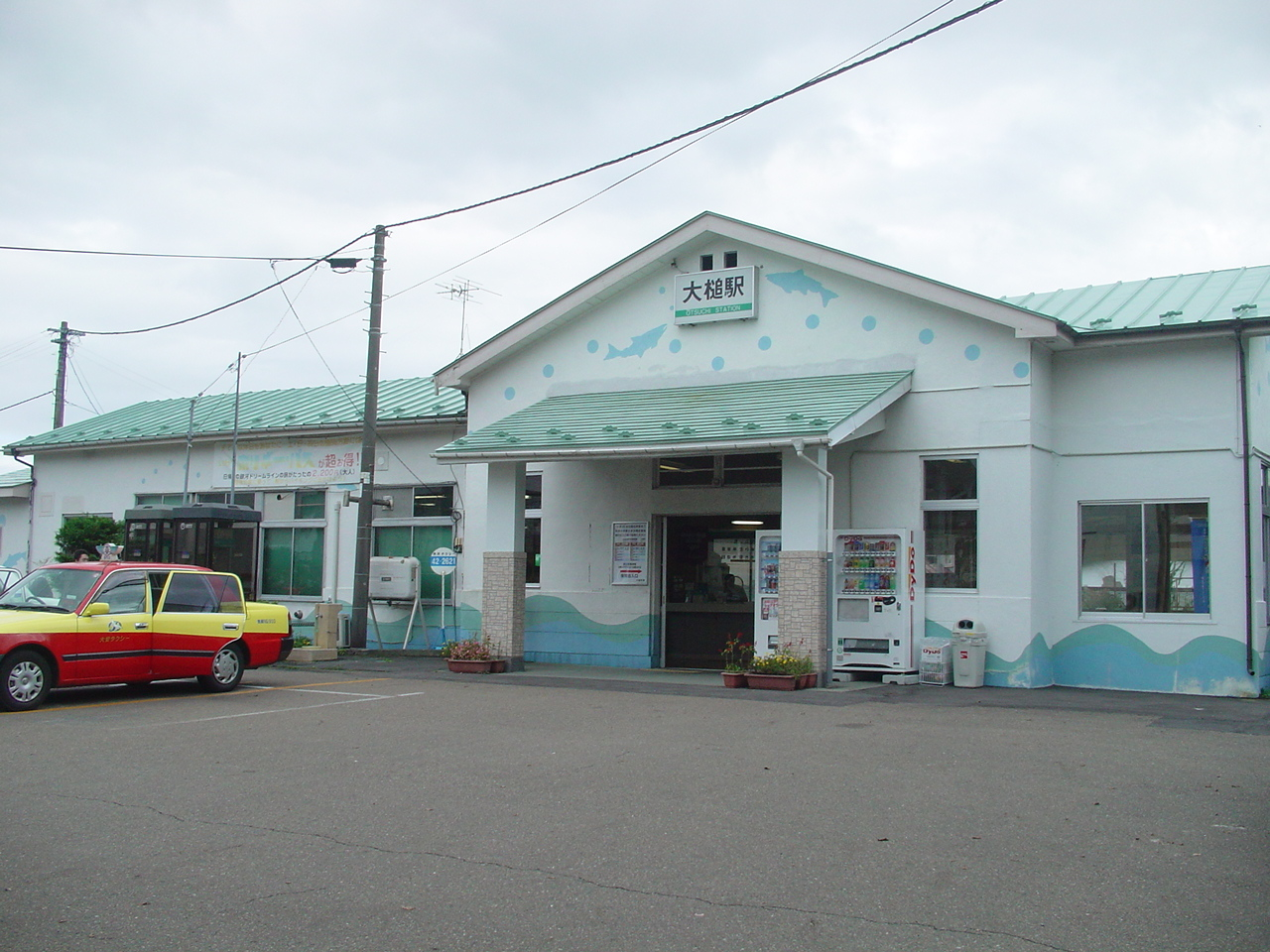
東日本大震災前の旧駅舎（2007年9月）
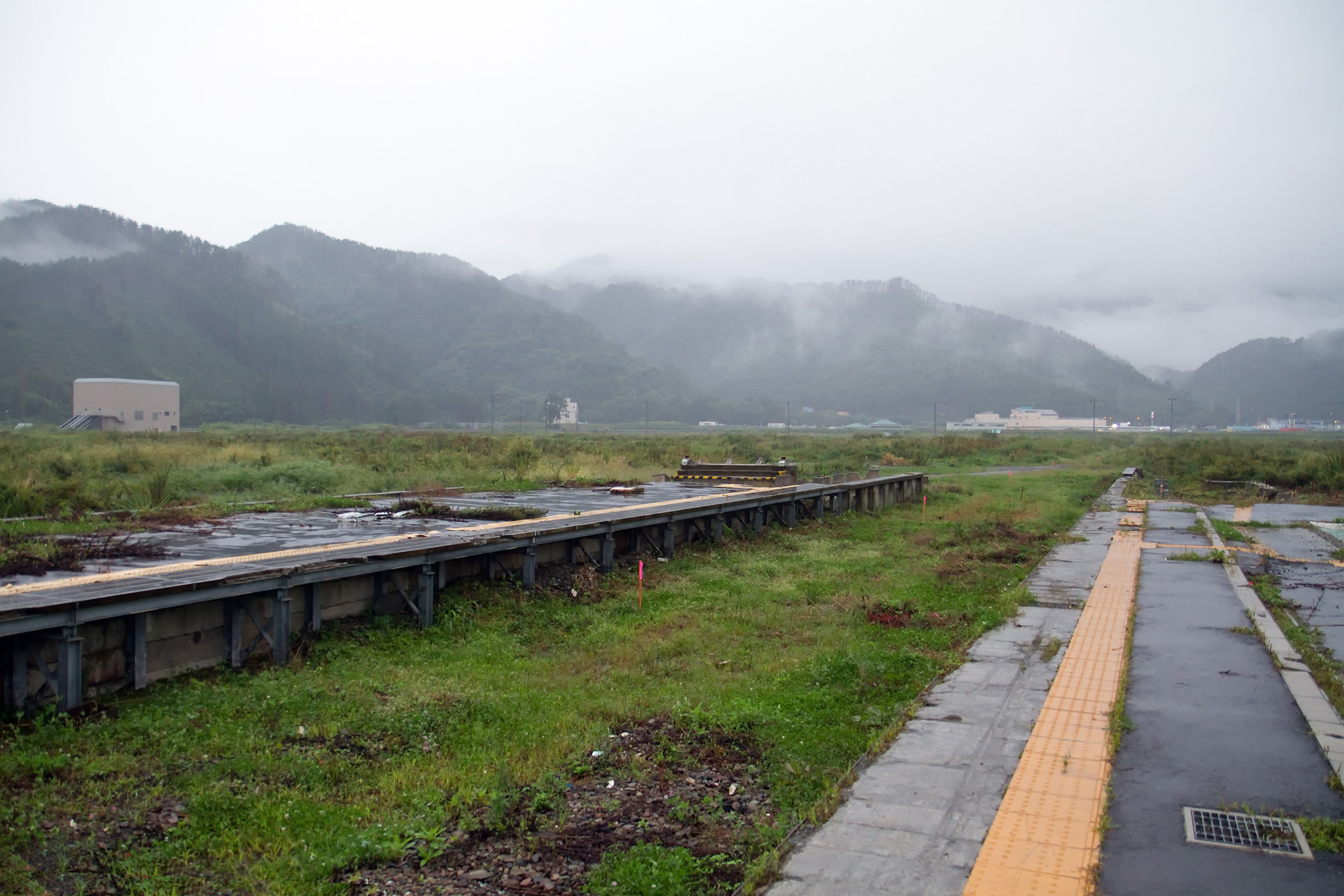
震災後の駅構内（2013年9月）
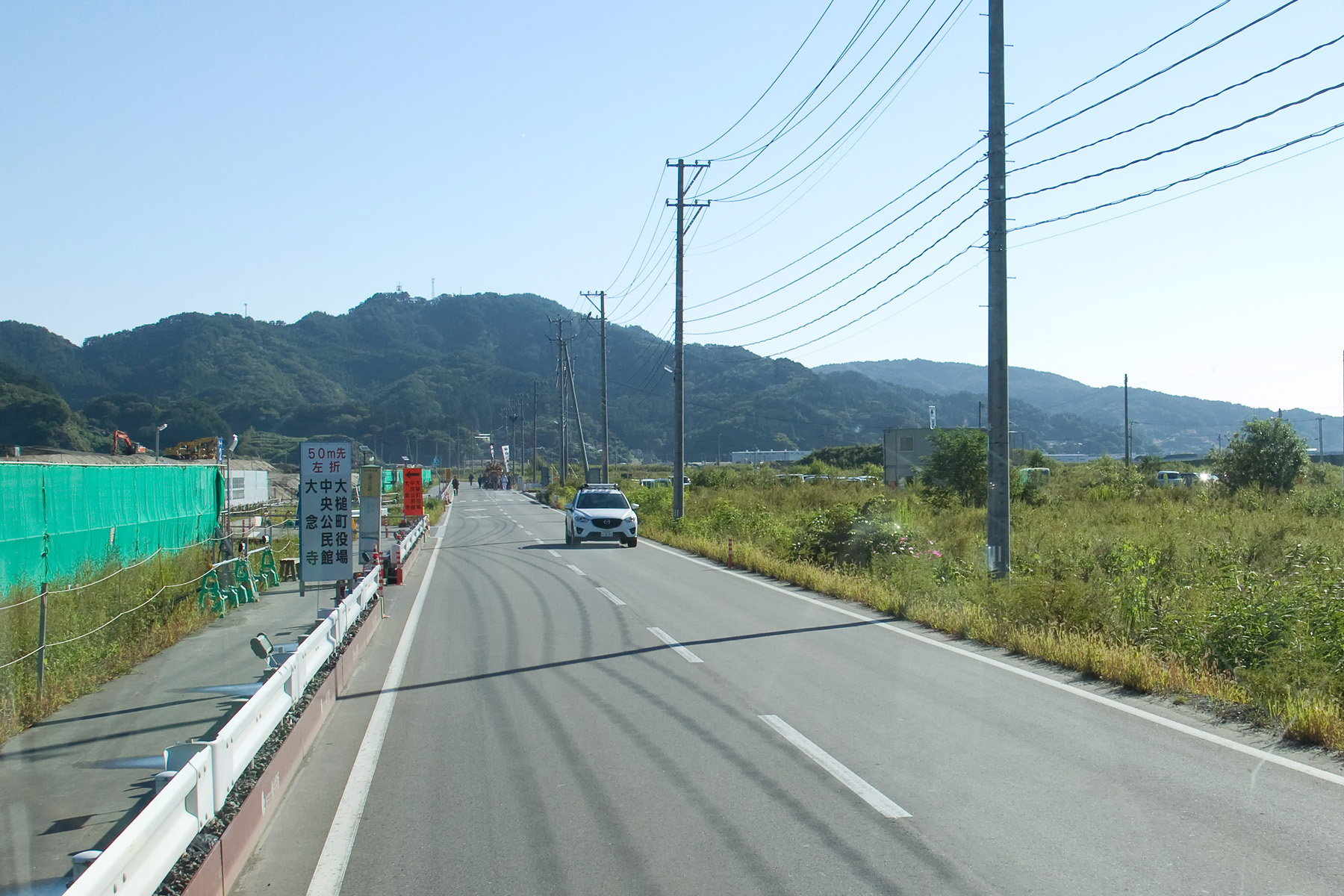
町内の復興工事に伴い一時道路化された駅付近の線路敷（2015年9月）
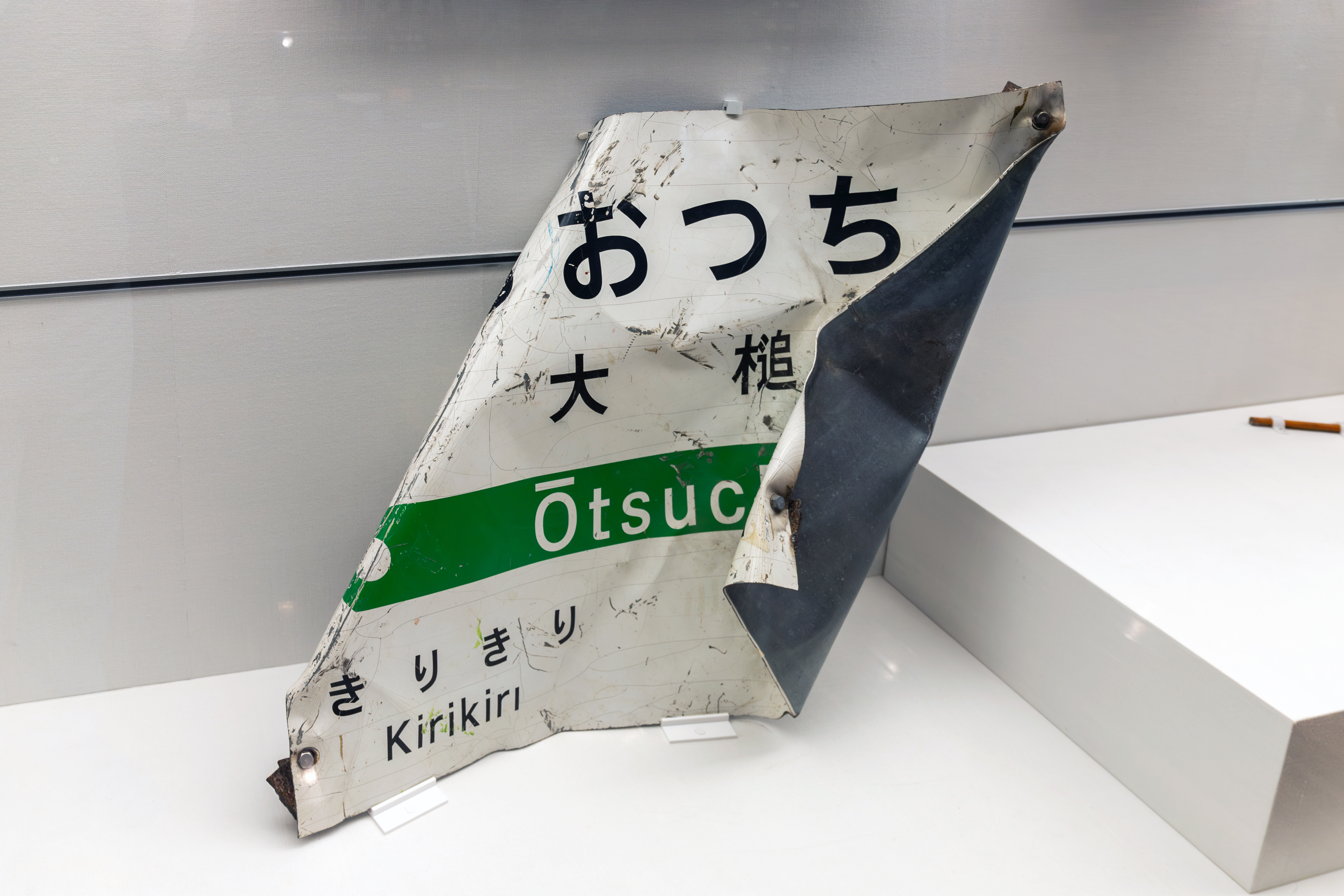
東日本大震災で被災した駅名標

## 駅構造
島式ホーム1面2線を有する列車交換可能な地上駅である。
東日本大震災後に再建された現駅舎は、町内にある蓬萊島がモデルとなった『ひょっこりひょうたん島』にちなみ、ひょうたん島を模した円形のデザインになっている。2017年8月11日・12日の2日間、再建する駅舎デザインに対する投票を募る「大槌駅デザイン総選挙」が当駅近くのショッピングセンター「シーサイドタウンマスト」で行われた。候補として挙げられたデザインは、「ひょうたん島」「海」「代官所」の3案で、総投票数1,701票のうちひょうたん島が919票を集め、採用が決定。2018年（平成30年）7月に着工し、2019年（平成31年）2月に完成した。
復旧工事にあたり駅舎やホームは全て新築された。ホームは被災前の相対式ホーム2面2線から島式ホーム1面2線に改められ、ホームとの連絡方法も被災前は跨線橋だったものが踏切に改められた。
大槌町観光物産協会が受託する簡易委託駅。自動券売機も1台設置されている。
駅舎内に飲食店「Tokishirazu」（トキシラズ）がある。店名は、季節外れに獲れる鮭の呼び名にかけており、震災からの復興のための新名物として考案した新巻鮭ラーメンを提供している。2023年（令和5年）には、土産物店「大槌孫八郎商店」が町内安渡地区から駅内に移転した。

### のりば
| 番線 | 路線      | 方向 | 行先           |
| ---- | --------- | ---- | -------------- |
| 1    | ■リアス線 | 下り | 宮古・久慈方面 |
| 2    | ■リアス線 | 上り | 釜石・盛方面   |

## 利用状況
JR東日本によると、2018年（平成30年）度の1日平均乗車人員は73人である。
2000年以降の推移は下記のとおりである。
| 乗車人員推移       | 乗車人員推移     | 乗車人員推移    |
| 年度               | 1日平均 乗車人員 | 出典            |
| ------------------ | ---------------- | --------------- |
| 2000年（平成12年） | 361              | [ 利用客数 2 ]  |
| 2001年（平成13年） | 339              | [ 利用客数 3 ]  |
| 2002年（平成14年） | 332              | [ 利用客数 4 ]  |
| 2003年（平成15年） | 298              | [ 利用客数 5 ]  |
| 2004年（平成16年） | 293              | [ 利用客数 6 ]  |
| 2005年（平成17年） | 266              | [ 利用客数 7 ]  |
| 2006年（平成18年） | 242              | [ 利用客数 8 ]  |
| 2007年（平成19年） | 233              | [ 利用客数 9 ]  |
| 2008年（平成20年） | 254              | [ 利用客数 10 ] |
| 2009年（平成21年） | 252              | [ 利用客数 11 ] |
| 2010年（平成22年） | 235              | [ 利用客数 12 ] |
| 2011年（平成23年） | 非公表           |                 |
| 2012年（平成24年） | 76               | [ 利用客数 13 ] |
| 2013年（平成25年） | 79               | [ 利用客数 14 ] |
| 2014年（平成26年） | 70               | [ 利用客数 15 ] |
| 2015年（平成27年） | 79               | [ 利用客数 16 ] |
| 2016年（平成28年） | 75               | [ 利用客数 17 ] |
| 2017年（平成29年） | 76               | [ 利用客数 18 ] |
| 2018年（平成30年） | 73               | [ 利用客数 1 ]  |

## 駅周辺
駅周辺は「町方地区」と呼ばれる大槌町の中心市街地であり、駅北側に町役場や公民館などの公共施設、大型ショッピングセンターなどの商業施設や住宅が立ち並ぶ。一方、駅南側は東日本大震災後に災害危険区域に指定されており、小規模な公園やスポーツ施設などのほかは大部分が未利用地となっている。
- 岩手県交通「大槌駅」停留所（夜行高速バス「けせんライナー」池袋駅西口行きなどが発着）
- 大槌町役場
- 大槌町中央公民館
- 岩手県道145号大槌停車場線
- 岩手県道26号大槌小国線
- 岩手県道280号大槌小鎚線
- 岩手県道231号吉里吉里釜石線
- 国道45号（大槌バイパス）
- 小鎚神社
- シーサイドタウンマスト
  - マイヤマスト店
  - DCM大槌店
- 大槌町文化交流センター（おしゃっち）
- 大槌郵便局
- 鎮魂の森あえーる（東日本大震災犠牲者の追悼施設）

## 隣の駅
三陸鉄道
■リアス線
鵜住居駅 - 大槌駅 - 吉里吉里駅

### 記事本文

### 利用状況
1. 1 2  “各駅の乗車人員（2018年度）”.   東日本旅客鉄道. 2019年7月20日閲覧。
2. ↑  “各駅の乗車人員（2000年度）”.   東日本旅客鉄道. 2018年3月8日閲覧。
3. ↑  “各駅の乗車人員（2001年度）”.   東日本旅客鉄道. 2018年3月8日閲覧。
4. ↑  “各駅の乗車人員（2002年度）”.   東日本旅客鉄道. 2018年3月8日閲覧。
5. ↑  “各駅の乗車人員（2003年度）”.   東日本旅客鉄道. 2018年3月8日閲覧。
6. ↑  “各駅の乗車人員（2004年度）”.   東日本旅客鉄道. 2018年3月8日閲覧。
7. ↑  “各駅の乗車人員（2005年度）”.   東日本旅客鉄道. 2018年3月8日閲覧。
8. ↑  “各駅の乗車人員（2006年度）”.   東日本旅客鉄道. 2018年3月8日閲覧。
9. ↑  “各駅の乗車人員（2007年度）”.   東日本旅客鉄道. 2018年3月8日閲覧。
10. ↑  “各駅の乗車人員（2008年度）”.   東日本旅客鉄道. 2018年3月8日閲覧。
11. ↑  “各駅の乗車人員（2009年度）”.   東日本旅客鉄道. 2018年3月8日閲覧。
12. ↑  “各駅の乗車人員（2010年度）”.   東日本旅客鉄道. 2018年3月8日閲覧。
13. ↑  “各駅の乗車人員（2012年度）”.   東日本旅客鉄道. 2018年3月8日閲覧。
14. ↑  “各駅の乗車人員（2013年度）”.   東日本旅客鉄道. 2018年3月8日閲覧。
15. ↑  “各駅の乗車人員（2014年度）”.   東日本旅客鉄道. 2018年3月8日閲覧。
16. ↑  “各駅の乗車人員（2015年度）”.   東日本旅客鉄道. 2018年3月8日閲覧。
17. ↑  “各駅の乗車人員（2016年度）”.   東日本旅客鉄道. 2018年3月8日閲覧。
18. ↑  “各駅の乗車人員（2017年度）”.   東日本旅客鉄道. 2019年2月13日閲覧。